# 小行星594
小行星594（594 Mireille）是一颗围绕太阳公转的小行星。1906年3月27日，马克斯·沃夫在海德堡描述了此天体。
該小行星以法国诗人、1904年诺贝尔文学奖获得者弗雷德里克·米斯特拉尔的成名作叙事诗《米瑞伊》（Mirèio）命名。
这颗小行星的绝对星等为12.01等。

## 相关條目
- 小行星列表/10001-11000

## 外部連結
- Asteroid Lightcurve Database (LCDB) （页面存档备份，存于）, query form (info （页面存档备份，存于）)
- Dictionary of Minor Planet Names, Google books
- Discovery Circumstances: Numbered Minor Planets (10001)-(15000) （页面存档备份，存于） – Minor Planet Center
- 小行星594 at AstDyS-2, Asteroids—Dynamic Site
  - Ephemeris · Observation prediction · Orbital info · Proper elements · Observational info
- NASA JPL小天體瀏覽器上的小行星594

| 前一小行星： 小行星593 | 小行星列表 | 後一小行星： 小行星595 |